# José Jadílson dos Santos Silva
José Jadílson dos Santos Silva, genannt Jadílson (geboren am 4. Dezember 1977 in Maceió) ist ein ehemaliger brasilianischer Fußballspieler.

## Karriere
Der 1,65 Meter große Abwehrspieler begann seine Karriere beim Verein Portuguesa, bei welchem er für eine Spielzeit unter Vertrag stand. Während des Jahres nahm er an vier torlosen Ligaspielen teil. 2000 unterschrieb er einen Vertrag beim Verein Botafogo FC (SP) und Palmeiras São Paulo, bei welchem er jedoch an keinen Ligaspielen teilnahm. Im nächsten Jahr wechselte er zum Verein Guarani FC, bei welchem er einen Vertrag für ein Jahr unterzeichnete und bestritt 26 torlose Ligaspiele.
Nach drei Jahren in Brasilien wechselte er zum japanischen Verein Consadole Sapporo, bei welchem er 17 torlose Ligaspiele absolvierte. 2003 ging er wieder nach Brasilien zum Verein Fluminense FC, bei welchem er für eine Spielzeit unter Vertrag stand. Während des Jahres absolvierte er 37 Ligaspiele und traf dreimal ins Tor. Seine nächste Station war der Verein Goiás EC, bei welchem er einen Vertrag für drei Jahre unterzeichnete. In seinem ersten Jahr beim Verein absolvierte er 36 Ligaspiele und erzielte drei Tore. An 38 Ligaspielen nahm er im zweiten Jahr teil und beförderte einen Pass ins Tor. In seinem letzten Jahr beim Verein bestritt er 30 Ligaspiele und schoss drei Tore.
Nach drei Jahren beim Verein wechselte er zum Verein FC São Paulo, bei welchem er, wie bei seinen restlichen Vereinen, einen Vertrag für eine Spielzeit unterzeichnete. Acht torlose Ligaspiele bestritt er 2007. 2008 wechselte er zum Verein Cruzeiro Belo Horizonte, bei welchem er für 21 Ligaspiele unter Vertrag stand und erzielte ein Tor. Seine weiteren Stationen waren die brasilianischen Vereinen Grêmio Porto Alegre, neun Ligaspiele, 2010 Goiás EC, sieben Ligaspiele. Nach dem Abstieg in die vierte Liga unterschrieb er einen Vertrag beim Verein AA Anapolina nahm er an neun torlosen Ligaspielen teil. Beim Verein Clube de Regatas Brasil stieg er wieder in die zweite Liga auf und bestritt 31 torlose Ligaspiele. 2013 stand er beim Verein EC Pelotas unter Vertrag. Danach tingelte er noch bis 2018 durch unterklassige Klubs seiner Heimat und beendete dann seine aktive Laufbahn.